# Sigharting
Sigharting là một đô thị thuộc huyện Schärding thuộc bang Oberösterreich, Áo. Đô thị Sigharting có diện tích 6 km², dân số thời điểm năm 2006 là 826 người.